# Bumba lennoni
Bumba lennoni là một loài nhện trong họ Theraphosidae thuộc họ Tarantula, tên của loài nhện này được đặt theo tên của ca sĩ John Lennon vì người phát hiện ra nó là fan hâm mộ cuồng nhiệt của nhóm nhạc The Beatles.

## Đặc điểm
Bumba lennonig sinh sống chủ yếu ở vùng Pará, Brazil. Nhện có kích thước cơ thể chỉ ở mức vừa phải với kích thước khoảng 34mm, giống nhện mới này được xếp vào cùng họ với Theraphosa blondi nhưng loài nhện này là một giống mới hoàn toàn. Khác với các loài thuộc họ Tarantula, nhện Bumba lennoni có cơ quan sinh dục ở con đực nhỏ hơn và sự xuất hiện rất nhiều các cấu trúc nốt sần nhỏ ở quanh miệng, cấu tạo như vậy sẽ giúp Bumba lennoni nghiền nát con mồi dễ dàng hơn. Trên thực tế, Bumba lennoni đã được phát hiện từ năm 2005, nó đã tìm thấy loài này trong một chiếc bẫy đặt tại trạm khoa học ở vườn quốc gia Caxiuana.